# Monument Nacional de Fort Matanzas
El Monument Nacional Fort Matanzas (en anglès Fort Matanzas National Monument) és un Monument Nacional dels Estats Units administrat pel Servei Nacional de Parcs. El monument consisteix en un fort espanyol construït el 1740 i aproximadament 100 acres (0.4 km²) de saladar a la riba del riu Matanzas i unes illes barrera a la costa Atlàntica del nord de l'estat de Florida. És administrat pel Servei Nacional de Parcs conjuntament amb el Castell de San Marcos i altres atractius turístics de la ciutat de Saint Augustine (Florida).

## Història
El 1739 va esclatar la Guerra de l'Orella de Jenkins. El general James Oglethorpe va posar setge al Castell de San Marcos, bloquejant la desembocadura del riu Matanzas, confiant a poder rendir-ho amb un bombardeig continu. En veure que els canons no tenien efectivitat a causa de la resistència de la tellerina amb la qual s'havia construït el fort, va decidir rendir la plaça per gana. No obstant això, un petit navili espanyol va poder evadir el bloqueig i donar avís a l'Havana, des d'on es van enviar subministraments. Als 38 dies els britànics van aixecar el setge sense haver aconseguit rendir el castell.
Per protegir el Castell de Sant Marc de futurs perills i evitar el setge per terra es va veure la necessitat de protegir l'entrada a Saint Augustine a través del riu Matanzas, i per a això es va manar construir el Fort Matanzas, amb el qual es van prevenir futures incursions per terra contra el fort de San Marcos.

## Restauració i ús modern
El 1914 van començar les obres de restauració del deteriorat fort, la qual cosa va permetre que el 1924 se li concedís la posició de Monument Nacional i el 10 d'agost de 1933 el seu manteniment va passar des del Departament de Guerra al Servei de Parcs Nacionals. Gràcies a la seva consideració com a àrea històrica sota el control del Servei de Parcs el Monument nacional, va ser inclòs en la llista del Registre Nacional de Llocs Històrics el 15 d'octubre de 1966.
El 31 de desembre de 2008 es va afegir per separat l'oficina principal i el centre de visitants del Monument Nacional Fort Matanzas, construïda en 1936, al Registre Nacional a causa del seu valor com a exemple significatiu del disseny arquitectònic particular del Servei de Parcs Nacionals.
Només es pot accedir al fort mitjançant visites guiades en bot. Existeixen pistes per a senderistes a l'illa barrera.